# Большая Козляна
Большая Козляна — деревня в составе Карпунихинского сельсовета в Уренском районе Нижегородской области.

## География
Находится на расстоянии примерно 20 километра по прямой на север от районного центра города Урень.

## История
Основана во второй половине XVIII века. Упоминается с 1790 года. В 1857 владение Елизаветы Волковой, до этого помещика Аполлонова. В 1870 году 35 дворов и 185 жителей. В советское время работал колхоз «14 лет Октября», позже «Нива». Деревня входила в Ветлужский район до 1935 года. В 1965 присоединена деревня Новая Козляна. В 1978 году 88 хозяйств и 244 жителя, в 1994 140 и 454 соответственно.

## Население
Постоянное население  составляло 385 человек (русские 97%) в 2002 году, 340 в 2010 .